# Уилям Милър (проповедник)
Вижте пояснителната страница за други личности с името Уилям Милър.
Уилям Милър (на английски: William Miller) (1782 – 1849) е американски баптистки проповедник. Милър се счита като основател на адвентисткото движение.

## Исторически бележки
Уилям Милър получил религиозно възпитание от неговата майка. Младият Уилям обичал книгите.
Пълният обрат на Милър станал през 1816 г. Особено внимание започнал да обръща на проучването на пророчествата и на първо място на това в книгата на пророк Даниил. Бил силно привлечен от думите: „И каза ми: до 2300 денонощия; тогава светилището ще се очисти“ (Даниил 8:14).
Още през средните векове изтъкнати тълкуватели на библейските пророчества, като Йоаким де Флор (англ. Joachim of Fiore или „Flora“, итал. Gioacchino da Fiore) (1130/1135-1202), Арнолд де Виланова, Пиер Жан де Олив и Николаус фон Кюс (лат. „Cusa“) (1401-1464), прилагали по отношение на символичното пророческо време принципа „един ден (едно денонощие) е равен на една година“. Като използвали този принцип и за периода от 2300 денонощия (години), стигнали до заключението, че тези години се отнасят (символизират) за свършека на света. Според тези тълкуватели текстът „очистване на светилището“ бил означавал „очистване на църквата или очистване на земята с огън“, което трябвало да стане при второто идване на Христос.
В навечерието на Великата френска революция (1789-1799) известният немски библейски тълкувател Йохан Петри (нем. Johann Petri) (1718 – 1792), а след него и ирландският тълкувател Ханс Вууд твърдели, че 2300 години започнали да текат едновременно със 70-те пророчески седмици, или от 453 и съответно от 457 г. пр. Хр., като трябвало да завършат (приключат) през 1844 или 1847 г. Понеже повечето от тълкувателите от онова време приемали годината 457 пр. Хр. като начална (през тази година била издадена заповедта за възстановяването на Ерусалим, което е исторически и фактически доказано), също и Милър приел 457 г. пр. Хр. като начало на периода от 2300 денонощия (години). След основно проучване на книгата на пророк Даниил писал следното: „След продължили две години пълни и подробни проучвания през 1818 г. стигнах до заключението, че към направените изчисления трябва да прибавя още 25 години. Следователно тогава ще настъпи краят на сегашното положение.“
Ако към 1818 г. се прибавят цитираните 25 години, стига се до 1843 или 1844 г.
Надеждата за скорошното идване на Христос изпълнила с голяма радост Милъровото сърце. И той писал следното: „При мисълта за славното пришествие на Исус Христос трябва да говоря за онази радост, която изпълни сърцето ми, както и за горещото ми желание да бъда участник в радостта на спасените. От този момент Библията стана за мен неразделна и все по-нова книга. Понеже бях почти напълно сигурен в направените изчисления, започнах да очаквам идването на моя Спасител.“
Милър не споделил веднага с хората това свое заключение, а продължил да изследва още по-внимателно Библията. Искал да бъде сигурен, че с доказателства от Библията би могъл да се противопостави на всяко възражение на неговата хронология за края на света.

### Начало на дейността на У. Милър
През 1831 г. Милър внезапно решил, че трябва да възвести на света вестта за скорошното идване на Исус. Това негово убеждение ставало все по-силно. Напразно се опитвал да заглуши гласа, който непрекъснато му казвал „Иди и кажи това на света!“. Този глас не му давал спокойствие нито денем, нито нощем.
Тогава Милър решил да направи завет с Бога: „Ще отида и ще изпълня дълга си към света, ако Господ ми отвори вратата... Ако бъда призован да говоря някъде публично, тогава ще кажа какво съм установил в Библията по отношение на второто идване на Христос.“
Току-що Милър завършил разговора си с Бога и на вратата почукал младеж от близкия град. Поканил го от името на църквата, към която принадлежал, на следващия ден да отиде при тях и да им изнесе проповед за второто идване на Христос. Милър останал толкова изненадан и смутен, че в момента не могъл да отговори нищо. Излязъл от стаята и тичешком влязъл в близката горичка. Започнал да се укорява, че направил завет с Бога, а сега не искал да се отзове на поканата.
Изведнъж Божият глас му заговорил (може би чрез съвестта): „Нима така бързо ще забравиш и ще потъпчеш завета си с Бога, който ти сам пожела да направиш?“ Милър паднал на колене и обещал тържествено на Господ, че ще отиде. В сърдечна молитва помолил да бъде утре с него и да му нашепва думите, които трябва да каже. Милър влязъл в горичката като фермер, а излязъл от нея като проповедник!
За по-лесно разбиране на Писанието Милър създал 14 правила. Неговият принцип бил „Библията да се тълкува единствено чрез Библията!„ При разясняване на библейските текстове се придържал към историко-граматическия смисъл, с изключение на пророчествата, които често били давани символично. Четиринадесетото правило на Милър гласяло: „Най-важното от всички правила е необходимостта от вяра, готова на себеотрицание и на жертви, а при необходимост и на отричане от най-милите неща на този свят: мечти и стремежи, репутация, забавления, приятели, дом и удобства, светска слава. Ако съзнаваме, че някое от изброените неща ще ни пречи в нашата вяра, ако не сме в състояние да се откажем от него и на негово място да поставим Божието слово, тогава напразна ще е нашата вяра.“
Освен вестта за второто идване на Христос Милър проповядвал и етапите, през които трябва човек да премине, за да се спаси: покаяние, спасение чрез вменената Христова правда, освещаване от Светия Дух и прославяне на второто Христово пришествие.
През 1833 г. Милър получил от Баптистката църква позволение да проповядва в качеството си на неин проповедник. През същата година станал свидетел на падането на звездния дъжд, което мнозина смятали за белег на скорошното идване на Христос.
През 1836 г. 16 проповеди на Милър били отпечатани в книгата „Доказателства от Свещеното писание и от историята относно второто идване на Христос през 1843 г.“

### Последователи и сътрудници на Милър и развитие на движението
Един от първите проповедници, присъединили се към Милър и станали негови последователи, бил Чарлс Фич, дълбоко религиозен човек.
Друг изтъкнат проповедник, който почти по същото време се присъединил към Милър, бил Йосия Лич. Скоро след това той написал и издал книгата „Вероятност за скорошното идване на Христос към 1843 г.“
Най-изтъкнатият сътрудник и последовател бил Йошуа Хаймс. Той се запознал с Милър през 1839 г.
От 1840 г. вестта за второто идване на Исус започнала да се разпространява много бързо. Само през същата година били организирани 16 конференции, на които било широко разисквано второто идване на Христос. На тези конференции проповедниците, делегати на различни протестантски църкви, дискутирали отделни текстове от Свещеното писание за обмяна на опит и за съгласуване на дейността им във връзка с проповядването на света на вестта за второто идване на Христос. През 1843 г. била приета т.нар. стандартна карта на пророчествата, която била голямо улеснение при разясняването на пророчествата в книгата на Даниил и в Откровението на Йоан. През 1843-1844 г. били организирани големи събори под шатри – или повече от 124 масови събирания под шатри.
За движението на Милър се говорило навсякъде, като броят на последователите му достигнал около 100 000 души.

### Годината 1844
Годината 1844 била критична за движението на Милър. Второто идване на Христос се очаквало да стане на 21 март 1844 г. Но Христос не дошъл на тази дата. Поради това сред всички милъровци настъпило голямо разочарование. Тогава Милър заявил следното: „Признавам грешката си за голямото разочарование, но все още вярвам, че денят Господен е близо и той е пред вратите. Съветвам ви да бъдете будни и да бдите, за да не ви завари този ден неподготвени.“
Някои от последователите на Милър били склонни да припишат разочарованието на хронологична грешка. Самуел Сноу също бил на мнение, че пророческият период от 2300 денонощия (години), за който говори пророк Даниил (Даниил 8:14), би трябвало да започне от есента на 457 г. пр. Хр. и да завърши през есента на 1844 г. Така се стигнало до конференцията в Екзетер, на която била определена нова дата за очакваното второ идване на Исус Христос - тази дата била 22 октомври 1844 г.
Настанал и денят 22 октомври. Но понеже Христос отново не дошъл на земята, този ден на голяма надежда се превърнал в ден на голямо разочарование.
Очевидец на този ден го описва по следния начин: „Сринаха се нашите най-светли и мили надежди. Мен ме обхвана такава скръб, каквато не бях чувствал никога досега в живота си. Мислех си, че загубата на всички приятели и на всички земни блага е нищо в сравнение с преживяното разочарование“ (Хайръм Едсън, „Фрагменти от неговия живот“, стр. 8-9).
Наистина денят 22 октомври 1844 г. бил много голям удар за последователите на Милър. Мнозина напуснали движението, но Милър и Хаймс не се отчаяли. Те се опитали да обяснят на вярващите положението, като се позовавали на опитността на пророк Йона, който пророкувал унищожаването на Ниневия след срок от 40 дни, но този град не бил унищожен! Защото неговите жители се разкаяли. Поради несбъдналото се пророчество не е възможно Йона да бъде обвинен, че е бил фалшив пророк. Същото отношение трябвало да се приложи и към определилите датата 22 октомври като ден за второто идване на Христос, Който обаче не дошъл. Трябвало да се потърси и открие допуснатата от хората грешка.
Скоро адвентистите разбрали, че денят на надеждата, който станал за тях ден на голямо разочарование, всъщност бил точно изпълнение на това, което е описано в Откровение 10:8-11: „И гласът, който чух от небето, проговори пак на мен, като рече: Иди, вземи разгънатата книга, що е в ръката на ангела, който стои на морето и на земята. Отидох прочее при ангела и му рекох да ми даде книжката. И каза ми: Земи та я изяж: и в корема ти ще бъде чернилка, но в устата ти ще бъде сладка като мед. И тъй, взех книжката от ръката на ангела та я изядох; и в устата ми беше сладка като мед, но като я изядох, коремът ми се вгорчи. Тогава ми се каза: трябва пак да пророкуваш за много люде и народи, езици и царе.“
Блажената надежда за второто идване на Исус на 22 октомври 1844 г. била сладка като мед за всички, които възприели адвентната вест и очаквали нейното изпълнение на посочената дата. Но когато тази надежда не се сбъднала, сърцата на някои адвентисти се изпълнили с горчивина. Според пророчеството това разочарование не е означавало край на движението, защото завършвало със следните знаменателни думи: „Трябва пак да пророкуваш за много люде и народи, езици и царе.“
В писмото си до Йошуа Хаймс, което написал на 10 ноември 1844 г., Милър споделя следното: „Сега е необходимо да се утешаваме взаимно, да укрепваме слабите духом, да подкрепяме колебаещите се и по-често да говорим за „блажената надежда“. Братя, бъдете твърди и недейте позволява на никой да ви отнеме вашия венец. Аз възприех друго виждане за второто идване на Христос и ще се придържам към него винаги, докато Бог не ми даде повече светлина. А това виждане е следното: Днес! Днес! Днес! Догдето дойде! Отсега нататък всеки ден очаквам второто идване на Исус Христос, като ще правя всичко, за да придобия Неговата милост, та да бих могъл да бъда спасен за Него“ (писмо N 8 от 1844 г.).
Милър спокойно заспал в Господа на 20 декември 1849 г. Хаймс писал за неговата смърт: „...заспа мирно и блажено, обиколен от жена, деца и приятели. Затвори очи, а очите на всички други бяха пълни със сълзи. Това беше тържествен момент. Докато съпругата му, децата и приятелите му оплакваха своя добър приятел и роднина, аз плаках за него като за израилев патриарх.“